# Bundesstraße 506
Die Bundesstraße 506 (Abkürzung: B 506) ist eine deutsche Bundesstraße in Nordrhein-Westfalen.

## Geschichte
Die bereits Anfang des 19. Jahrhunderts ausgebaute Landstraße zwischen Köln-Mülheim und Wipperfürth wurde in der Mitte der 1970er Jahre zur Bundesstraße umgewidmet. Der Streckenabschnitt von Kürten-Bechen bis kurz vor Wipperfürth ist großzügig mit je einem Fahrstreifen pro Fahrtrichtung und einem Standstreifen ausgebaut.
Historisch basiert die Trassenführung auf dem Abschnitt Köln–Wipperfürth des bedeutenden früh- oder hochmittelalterlichen Heer-, Pilger- und Handelsweges von Köln über Bergisch Gladbach, Romaney, Kürten-Herweg (der Ortsname ist ein Hinweis auf die Heerstraße), Bechen, Wipperfürth und Halver nach Dortmund, dessen Abspliss im südwestfälischen Raum den Namen Heidenstraße trägt. Aus diesem Umstand ergibt sich auch der Trassenverlauf auf Höhenzügen zwischen den Tälern der Sülz und der Dhünn, der für Altstraßen aufgrund der Unwegsamkeit der sumpfigen Täler typisch ist.
Entsprechend der gehobenen Bedeutung dieser Altstraße finden sich zwischen Bechen und Kürten-Schanze an der Bundesstraße eine denkmalgeschützte Landwehr mit Schanze als Höhensperre an Grenze der altbergischen Ämter Porz und Steinbach, sowie eine weitere bei Wipperfürth-Wipperfeld.

## Instandsetzungsarbeiten
Zwischen September 2019 und Juli 2020 fanden umfangreiche Sanierungsarbeiten zwischen Wipperfürth-Lamsfuß und Kürten-Laudenberg auf rund 5,5 Kilometern Länge statt. Dabei wurden die Busbuchten sowie die Fahrbahndecke komplett erneuert.